# Кобенов, Степан Альбертович
Степан Альбертович Кобенов (род. 28 февраля 1990, Балыкча, Республика Алтай, Россия) — российский самбист, чемпион России, мира и Кубка мира по боевому самбо, Заслуженный мастер спорта России.

## Биография
Степан Кобенов родился в с.Балыкча Улаганского района, Республики Алтай. По национальности алтаец, из рода ак-кобок.
В самбо пришёл в 7 классе, в ШВСМ г. Горно-Алтайск.
В 2007 поступил в Новосибирский государственный архитектурно-строительный университет (Сибстрин).
В 2012-2013 служил в Вооруженных силах России.
В 2014 выполнил норматив мастера спорта России по спортивному самбо.
В 2015 перешёл в Боевое самбо.

## Спортивные достижения
Национальные
- Кубок России по боевому самбо 2015 — ;
- Кубок России по боевому самбо 2016 — ;
- Кубок России по боевому самбо 2019 — ;
- Чемпионат России по самбо 2019  — ;
- Кубок России по самбо 2020[5] — ;

Международные
- Международный турнир на призы президента Казахстана 2015[6] — ;
- Международный турнир на призы президента Казахстана 2017[7] — ;
- Международный турнир Кубок Байкала 2017[8] — ;
- Международный турнир на призы президента Путина В.В. 2017[9] — ;
- Международный турнир на призы президента Казахстана 2018[10] — ;
- Международный турнир на призы президента Беларуси 2019[11] — ;
- Чемпионат мира по боевому самбо 2019[1] — ;
- Кубок Мира мемориал Харлампиева 2021 Архивная копия от 10 декабря 2021 на Wayback Machine[12] — ;
- Международный турнир Кубок Основоположникам самбо 2023 — ;
- Заслуженный мастер спорта России — ;